# Диана и Каллисто (картина Тициана)
«Диана и Каллисто» (итал. Diana e Callisto) — картина живописца венецианской школы Тициана, написанная в 1556—1559 годах. Композиция на мифологический сюжет изображает эпизод мифа о Каллисто, повествующий о том, как богиня Диана обнаружила, что её нимфа забеременела от Юпитера. Картина входила в Орлеанскую коллекцию Филиппа II, герцога Орлеанского, бывшую в своё время крупнейшей частной коллекцией живописи. В настоящее время это произведение находится в Национальной галерее Шотландии в Эдинбурге (в аренде). Более поздний вариант картины (ок. 1566 года) хранится в Музее истории искусств в Вене.

## История

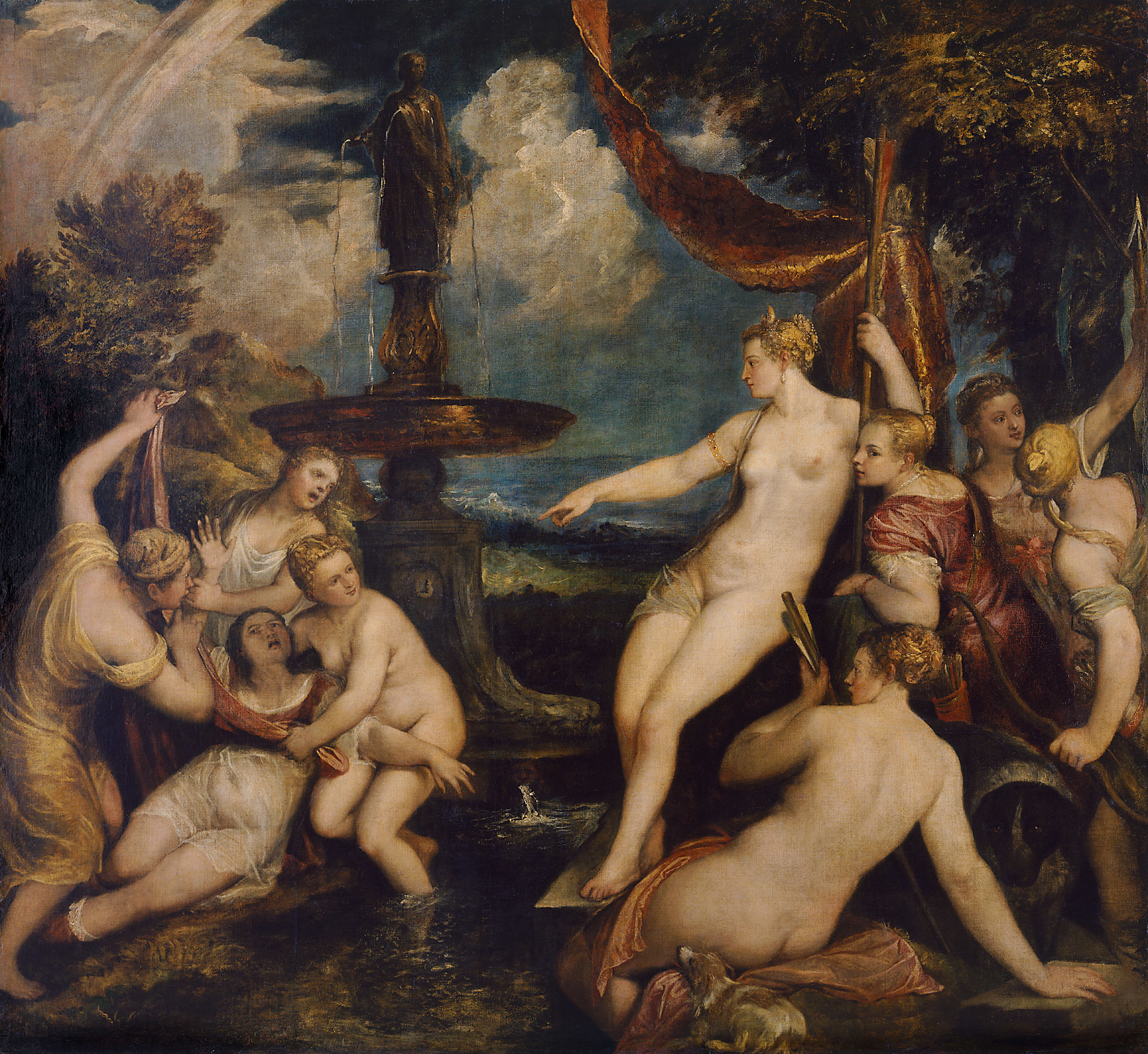
Тициан. Поздняя версия картины «Диана и Каллисто». Ок. 1566. Музей истории искусств, Вена. Тициан изменил некоторые фигуры, оставив неизменным дальний план

Картина «Диана и Каллисто» является одним из семи знаменитых картин Тициана, изображающих мифологические сцены на сюжеты Метаморфоз Овидия, которые были написаны художником для короля Филиппа II Испанского. Картина оставалась в Испании до 1704 года, когда король Испании Филипп V подарил её французскому послу. Вскоре она оказалась в знаменитой коллекции Филиппа II, герцога Орлеанского, племянника Людовика XIV и регента Франции во время царствования малолетнего короля Людовика XV. После Французской революции коллекция была продана брюссельскому банкиру Филиппом, герцогом Орлеанским в 1791 году за два года до его казни. Коллекция была перевезена в Лондон для продажи и приобретена синдикатом трёх аристократов, лидером которых был Фрэнсис Эгертон, 3-й герцог Бриджуотер, купившим большое количество полотен для себя, включая «Диана и Каллисто» и «Диана и Актеон» Тициана (из серии семи картин по Овидию), восемь картин Пуссена, три Рафаэля и «Автопортрет в возрасте пятидесяти одного года» Рембрандта. Через пять лет после смерти графа коллекция перешла к его племяннику Говеру, 1-му герцогу Сазерленд, который выставил её на всеобщее обозрение в своём лондонском доме в Вестминстере. С тех пор коллекция была постоянно доступна для публики. В сентябре 1939 года с началом Второй мировой войны коллекция была перевезена из Лондона в Шотландию. С 1945 года это собрание из двадцати шести картин (шестнадцать из них происходят из Орлеанской коллекции), получившая название «Сазерлендский заём», находится в аренде в Национальной галерее Шотландии в Эдинбурге. Картины Тициана «Диана и Каллисто» и «Диана и Актеон» вдохновляли многих художников, включая Уильяма Тёрнера и Люсьена Фрейда, причём последний описал эту пару полотен как «просто красивейшие картины в мире».

### Современное положение
Коллекция перешла по наследству к Френсису Эгертону, 7-му герцогу Сазерленду и представляет собой наиболее ценную часть его наследия. В 2003 году герцог продал картину Тициана «Венера Анадиомена» Национальной галерее Шотландии, а в 2007 году объявил, что намерен продать часть коллекции, чтобы диверсифицировать капитал. Он предложил две картины: «Диана и Каллисто» и «Диана и Актеон» Британским национальным галереям за 100 миллионов фунтов стерлингов (треть от оценочной рыночной цены картин), если к концу 2008 года они покажут, что способны собрать такую сумму — иначе предполагал выставить их на аукцион. Национальная галерея Шотландии и Лондонская Национальная галерея заявили о сборе фонда в 50 млн фунтов стерлингов для выкупа сначала картины «Диана и Актеон» в течение трёх лет, а затем подобным же образом собрать средства и для «Диана и Каллисто» с выплатой с 2013 года.
Несмотря на многочисленные трудности со сбором средств и критику этого предприятия в период экономического кризиса, 2 февраля 2009 года было объявлено, что собрано достаточно средств для приобретения первой картины. Считалось, что сбор средств для покупки второй картины «Диана и Каллисто» будет сопряжён с ещё большими трудностями. Герцог Сазерленд согласился сделать скидку в размере 5 млн фунтов стерлингов от первоначально запрашиваемой цены в 50 млн фунтов и к началу марта 2012 года было собрано 45 млн фунтов стерлингов ($71,7 млн). Большая часть суммы была выделена из фондов обеих галерей. Картина была выкуплена и будет попеременно выставляться в галереях Эдинбурга и Лондона.

## Материалы для рисования
Тициан использовал необычайно широкую палитру красок, состоящую почти из всех пигментов, используемых художниками эпохи итальянского Возрождения, таких как натуральный ультрамарин, киноварь, малахит, ярь-медянка, охра, свинцово-оловянно-желтый, смальта и кармин.